# بربوني أحمر

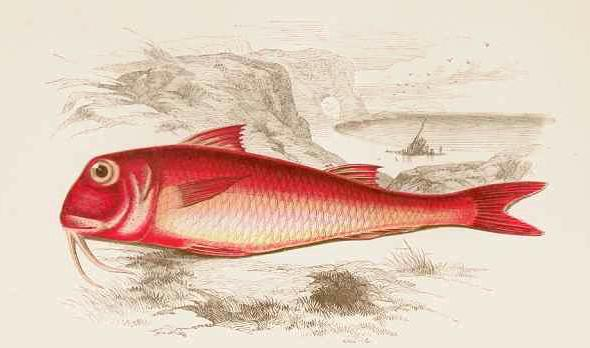
رسم توضيحي لاسماك بربوني احمر (الاسم العلمي : M. barbatus)

بربوني أحمر (الاسم العلمي:  Mullus barbatus) هو نوع من أنواع أسماك أبو ذقن المتواجدة في البحر الأبيض المتوسط، وبحر مرمرة، والبحر الأسود، تتواجد أيضًا في المناطق الشرقية-الشمالية للمحيط الأطلسي، حيث يمتد مدى ونطاق تواجد هذه الأسماك من إسكندنافيا إلى السنغال. يتم اصطياد هذه الأسماك في معظم الأوقات بواسطة استعمال شباك الجر. يقيم الاتحاد الدولي لحفظ الطبيعة حالة الحفظ المتعلق بهذه الأسماك على أنها «أقل أهمية»؛ أي أنها غير مهددة بالانقراض.
أسماء أخرى متداولة لهذه الأسماك هي: بربون، تريليا، كما وتدعى في بلاد الشام باسم أسماك السلطان إبراهيم أو اسماك السلطان إبراهيم الأحمر.

## التصنيف
تم وصف هذا النوع من اسماك البربوني لأول مرة في عام 1758، وكان ذلك من قبل عالم الحيوانات السويدي كارولوس لينيوس في كتابه نظام الطبيعة، حيث وصفها باستعمال الاسم العلمي لها؛ Mullus barbatus. يتعرف قاعدة الأسماك حاليًا على نوعين فرعيين من هذا النوع من الاسماك، على الرغم من انه من غير مؤكد مدى صحة وصلاحية تصنيف النوع الفرعي،M. b ponticus، النوعين الفرعيين هما:
- M. b. barbatus (البربوني الأحمر) كارولوس لينيوس، 1758 (تتواجد في معظم المدى والنطاق المذكور اعلاه)
- M. b. ponticus (بربوني مستدير الانف) إيسيبوف، 1927 (يتواجد هذا النوع في البحر الأسود وبحر آزوف)

## الوصف
يمكن أن تنمو اسماك البربوني الأحمر إلى طول قياسي يبلغ قدره حوالي 30 سنتيمتر (12 بوصة)، ولكن الطول الأكثر شيوعا لها هو حوالي نصف تلك القيمة. جسمها يكون مشدود الشكل من الجوانب وضيق إلى حد ما. مقدمة راسها قصيرة ومنحدرة نحو الاسفل بدرجة حادة، لا يتواجد أشواك على الغطاء الخيشومي. لا يتواجد على الفك العلوي لهذه الاسماك أي أسنان، بينما يكون هنالك أسنان على سطح الفم وعلى الفك السفلي. ينبثق من ذقنها زوج من الشوارب الذي يكون طويل إلى حد ما، ولا يتجاوز مقدار طولهما طول الزعانف الصدرية. تحتوي الزعنفة الظهرية الأولى على ثمانية أشواك (يكون حجم الشوكة الأولى صغير)، اما الزعنفة الظهرية الثانية؛ فتمتلك شوكة واحدة وثمانية أشعة ناعمة. لون هذه الاسماك هو زهري-وردي، ولا يتواجد أي علامات مميزة على زعانفها.

## توزيعه وموائله
تتواجد اسماك البربوني الأحمر في البحر الأبيض المتوسط والبحر الأسود، كما وتتواجد أيضا في وسط-شرق وشمال-شرق المحيط الأطلسي، حيث يمتد النطاق والمدى الذي تتواجد به من الدول الاسكندنافية وإلى الجنوب نحو السنغال، ويشمل ذلك جزر الكناري، الأزور وماديرا. هذا النوع من الاسماك يعيش في النطاق الذي ما قبل القاع، حيث يتواجد في أعماق المياه التي تتراوح ما بين حوالي 10 - 328 متر (30 - 1,080 قدم)  ويعتاش فوق القيعة التي تكون موحلة أو رملية؛ أو التي يغطيها حجارة وحصى.

## علم البيئة
اسماك البوري الأحمر هذه هي اسماك آكلة لحوم، حيث يتكون نظامها الغذائي بصورة أساسية من أنواع كثيرات الاشعار، ذوات الصدفتين، والقشريات. الشوارب التي تنبثق من ذقنها هي فعليا أعضاء حسية التي تستخدمها في تحديد موقع فريستها. اسماك البربوني الاحمر من هذا النوع؛ سواء الاسماك الصغيرة أو الاسماك البالغة منها، مستهدفة بدورها كفريسة للتغذي عليها من قبل عدة أنواع من الاسماك، مثل اسماك أبو مهماز (الاسم العلمي: Raja clavata)، اسماك عفريت البحر (الاسم العلمي: Lophius piscatorius)، اسماك الشفنين البحري (الاسم العلمي: Dasyatis pastinaca)، القرش التوبي (الاسم العلمي: Galeorhinus galeus)، واسماك ضوري مذهب (الاسم العلمي: Zeus faber)) واسماك النازلي الأوروبي (الاسم العلمي: Merluccius merluccius).
موسم التكاثر لهذه الاسماك يكون في فصل الربيع وفصل الصيف، وتتم عملية السرء في البحر الأدرياتيكي في شهر أبريل وشهر مايو، على عمق يتراوح بين حوالي 60 و 70 متر (200 و 230 قدم) . تنتقل الاسماك التي تكون مولودة حديثا، إلى الأعماق الضحلة وتسكن منطقة البحر المفتوح، كما وتقوم الاسماك اليانعة، التي لم تكتمل جيل البلوغ بعد، بالعيش بنفس المنطقة في بداية الامر قبل الانتقال إلى اماكن أخرى. عندما تنمو الاسماك الصغيرة إلى طول يبلغ قدره حوالي 5 سنتيمتر (2 بوصة)؛ تقوم بالانتقال إلى المياه الساحلية وتبدا بالعيش في القاع، وغالبًا ما تتجمع عند مصبات الأنهار، وفي بعض الاحيان؛ تقوم حتى بالسباحة لمسافة قصيرة نحو اعلى الانهار. تقوم الاسماك اليانعة في وقت لاحق بالانتشار نحو الركائز الطينية والرملية أو الركائز المغطاة بحصى وحجارة، وتصبح ناضجة جنسيًا خلال السنة الأولى من حياتها؛ أي عندما يبلغ طولها حوالي 10–14 سنتيمتر (4–6 بوصة).

## الحالة
يحظى لحم اسماك البوري الأحمر بتقدير كبير وبالتالي تعتبر هذه الاسماك مستهدفة في مجال صيد الأسماك، خاصة في منطقة البحر الأبيض المتوسط، وشمال شرق، وشمال-وسط المحيط الأطلسي. الطريقة المتبعة لصيد هذه الاسماك تتضمن استعمال شباك الجر بشكل أساسي، ولكن يتم اصيادها أيضًا عن طريق استعمال اشباك الاعاقة، الشباك الخيشومية، الخطاف والخيوط الطويلة، كم ويتم استعمال الرماح، الافخاخ والمصايد من اجل اصطيادها. توجد دلائل على اصطياد هذه الاسماك بكميات مفرط بها في مناطق البحر الأبيض المتوسط، اذ ان الكثير من الأسماك التي يتم اصطيادها من هذا النوع لا يتجاوز طولها الكلي عن حوالي 15 سنتيمتر (6 بوصة)، أي ان عمرها يقدر بأقل من عامين؛ ولا تكون ناضجة جنسيا. للحفاظ على أنواع اسماك البربوني في البحر الأبيض المتوسط، يجب حماية المناطق التي يتم التكاثر بها والمناطق التي تعيش بها الاسماك الصغيرة من هذا النوع.
كما ويتم اصطياده بكميات مفرطة للغاية قبالة ساحل شمال غرب إفريقيا. حيث يتم صيدها في هذه المنطقة من قبل الصيادين المحترفين المحليين والأساطيل الأجنبية المخصصة لصيد الاسماك؛ حيث من الممكن ان تكون هذه الاسماك هي أنواع الاسماك المستهدفة بشكل رئيسي للاصطياد أو من الممكن ان تكون اسماك التي قد امسكت كصيد عرضي وقت محاولات اصطياد أنواع أخرى من الاسماك، كاسماك النازلي، أو اسماك من أنواع رأسيات الأرجل أو الروبيان. يعتقد أيضا أنها تصطاد بكميات مفرطة في مناطق البحر الأسود. يتم وصف حالة هذا النوع من الأسماك حاليًا من قِبل الاتحاد الدولي للحفاظ على الطبيعة على انها تعتبر «أقل أهمية»؛ أي انها غير مهددة، والاسباب من وراء ذلك هي لأن هذه الاسماك تتواجد عبر مدى ونطاق واسع جدا، وتعيش في الأعماق التي تصل إلى عمق قدره حوالي 328 متر (1,080 قدم)، كما وتقوم هذه الاسماك بالانتشار وتوسيع نطاق تواجدها نحو الشمال كنتيجة لازدياد درجات حرارة البحر.